# Crosslandia
Crosslandia Eliot, 1902 è un genere di molluschi nudibranchi della famiglia Scyllaeidae.

## Tassonomia
Comprende le seguenti specie:
- Crosslandia daedali Poorman & Mulliner, 1981
- Crosslandia viridis Eliot, 1902 - specie tipo